# Bundesautobahn 250
La Bundesautobahn 250, abbreviata anche in BAB 250, era una autostrada tedesca che collegava le autostrade A 1 e A 7 con la città di Luneburgo. Scorreva interamente nella Bassa Sassonia.
Il 3 novembre 2010 l'autostrada A 250 divenne parte della A 39.

## Percorso
| A 250 |           |                                |      |                |                |
| Tipo  | n° uscita | Indicazione                    | km   | Corrispondenze | Strada europea |
|       | 1a        | Incrocio di Maschen (Westteil) | 0,0  |                |                |
|       | 1b        | Incrocio di Maschen (Ostteil)  | 1,6  |                |                |
|       | 2         | Seevetal - Maschen             | 3,2  |                |                |
|       | 3         | Winsen West                    | 11,5 |                |                |
|       | 4         | Winsen Ost                     | 16,3 |                |                |
|       | 5         | Handorf                        | 25,1 |                |                |
|       | 6         | Luneburg Nord                  | 30,7 |                |                |